# カルラ・エチェニケ
カルラ・エチェニケ（Karla Echenique、女性、1986年5月21日 - ）は、ドミニカ共和国の元バレーボール選手。ポジションはセッター。元ドミニカ共和国代表。

## 来歴
2002年、ドミニカ共和国代表に初選出される。同年に行われたジュニアの北中米選手権でベストセッター賞に輝いた。シニア代表としては中央アメリカ・カリブ海競技大会にてデビューした。同年8-9月にドイツで開催された世界選手権では16歳で出場した。
その後は代表から離れていたが2005年のパンアメリカンカップで復帰し、銀メダルを獲得した。2007年に主力セッターの代表引退により、同年11月のワールドカップから正セッターとして活躍している。2008年の北京五輪世界最終予選では4位となったが、大会規定の変更によりオリンピック出場を逃した。同年のパンアメリカンカップでは大会初優勝に大きく貢献した。
2009年の北中米選手権にて初の金メダルを獲得した。同年11月のグラチャンでもチームを牽引し、初出場ながら銅メダルの原動力になった。2010年のパンアメリカンカップで2年ぶりの優勝を果たした。同年8月のワールドグランプリでは中国、イタリアを撃破し8位になった。日本で行われた世界選手権では17位だった。
2011年、北中米選手権で銀メダルを獲得し、同年11月のワールドカップに出場した。2012年5月にメキシコで行われたロンドン五輪北中米大陸予選で優勝し、同年8月の本大会に出場し、5位入賞した。
2013年、モントルーバレーマスターズに出場し、3位に入った。FIVBワールドグランプリ、グラチャンに出場した。

## 球歴
- オリンピック - 2012年（5位）
- 世界選手権 - 2002年（13位）、2006年（17位）、2010年（17位）
- ワールドカップ - 2007年（9位）、2011年（8位）
- グラチャン - 2009年（3位）、2013年（6位）
- ワールドグランプリ - 2005年（11位）、2006年（8位）、2007年（11位）、2008年（9位）、2009年（11位）、2010年（8位）、

2011年（12位）、2012年（12位）、2013年（10位）
- 北中米選手権 - 2005年（3位）、2007年（3位）、2009年（優勝）、2011年（2位）、2013年（2位）

## 受賞歴
- 2002年 U-18北中米選手権　ベストセッター賞
- 2008年 ドミニカ共和国バレーボールリーグ　ベストセッター賞
- 2010年 世界選手権北中米大陸予選　ベストセッター賞

## 所属クラブ
- Deportivo Nacional（2000-2004年）
- Bameso（2004-2005年）
- Modeca（2005-2006年）
- Mirador（2006年）
- Voley Sanse Mepaban（2006-2007年）
- Santiago（2008年）
- Gigantes de Carolina（2010年）
- Mirador（2010年）
- Budowlani Łódź（2010-2011年）
- Valencianas de Juncos（2013-2014年)
- Guerreras VC（2017-2019年)